# Angola en los Juegos Olímpicos de Río de Janeiro 2016
Angola estuvo representado en los Juegos Olímpicos de Río de Janeiro 2016 por un total de 26 deportistas, 18 mujeres y 8 hombres, que compitieron en 7 deportes.
La portadora de la bandera en la ceremonia de apertura fue la jugadora de balonmano Luísa Kiala. El equipo olímpico angoleño no obtuvo ninguna medalla en estos Juegos.